# Planalto Central do Brasil

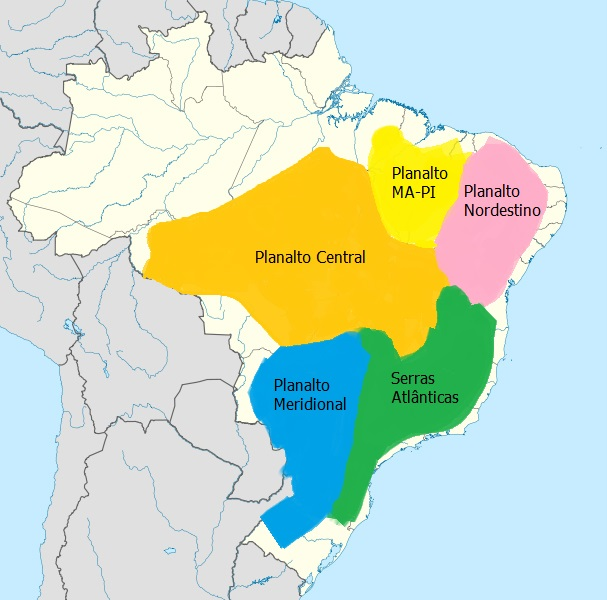
Karte

Als Planalto Central do Brasil (deutsch: Zentrale Hochebene von Brasilien) wird eine riesige Hochfläche im Zentrum Brasiliens bezeichnet.
Die Kurzform Planalto (Hochebene) ist gebräuchlicher und wird ebenso für die verschiedenen Regierungsgebäude in Brasília, wie z. B. den Palácio do Planalto benutzt, charakterisiert aber in erster Linie die große brasilianische Hochebene, die sich über den Bundesdistrikt mit Brasília als Hauptstadt im Bundesstaat Goiás und einen Teil von Minas Gerais, Tocantins, Mato Grosso und Mato Grosso do Sul erstreckt.
Der Punkt der höchsten Erhebung ist der Punkt Pouso Alto auf dem Breitenkreis 14 Grad Süd, im Nationalpark Chapada dos Veadeiros, nördlich von Brasília, mit 1676 m.
Das Planalto Central do Brasil hat ein großes Wasserkraftpotenzial durch die vielen Flüsse, vor allem mit dem Rio Araguaia und Rio Tocantins.
Der größte Teil der Region wird im Nordosten von der Caatinga-Dornstrauchsavanne eingenommen. Der zweitgrößte Lebensraum ist die Cerrado-Savanne im Südwesten, die nach Osten in die – bereits großflächig zerstörten – atlantischen Regenwälder und im Süden in die subtropischen Araukarien-Feuchtwälder Brasiliens übergeht.